# 科爾斯 (密西西比州)
科爾斯（英語：Coles）是位於美國密西西比州阿米特縣的非建制地區。

## 地理
科爾斯所處的海拔為高於海平面74米（即243英呎），而該地所採用的時區為UTC-6，即北美中部時區（CST）。同時該地設有夏令時間，為UTC-6調快一小時，即UTC-5（CDT）。